# Зелений гоблін
Зелений гоблін (англ. The Green Goblin) — псевдонім, який носили кілька суперлиходіїв коміксів видавництва Marvel Comics. Перший і найвідоміший з них — Норман Осборн (англ. Norman Osborn), який був розроблений сценаристом Стеном Лі та художником Стівом Дітком і вперше з'явився в The Amazing Spider-Man #14 (липень 1964). Вважається заклятим ворогом Людини-павука. Згодом маску Зеленого Гобліна носили інші персонажі, що зазнали впливу хімікатів, зокрема син Нормана — Гаррі Осборн (Harry Osborn). Зелений Гоблін є лиходієм гелловінського типу, чия зброя нагадує кажанів та гарбузові ліхтарі. У більшості випадків використовує як транспорт говерборд або глайдер.
Згодом Зелений Гоблін з'являвся в різноманітних мерчендайзі (одягу, іграшки, колекційні картки, мультсеріали та відеоігри), а в 2002 році персонаж з'явився у фільмі «Людина-павук» як альтер его Нормана Осборна, зіграного Віллемом. У 2014 році у фільмі «Нова Людина-павук. Висока напруга» особистість Зеленого Гобліна використовує Гаррі Осборн, роль якого виконав Дейн Дехаан. Дефо повернувся до ролі персонажа в «Людина-павук: Додому шляху нема» в рамках Кіновсесвіту Marvel.

## Ранні роки і відносини з сином
Норман Озборн, син промисловця Ембрейсія Озборна, народився в Нью-Хейвені, штат Коннектикут. Норман був блискучим студентом в галузі науки, але його батько-алкоголік втрачає контроль над своєю компанією. Пізніше Норман сам очолює компанію «OsCorp», яка стала однією з провідних компаній в області зброї та робототехніки. Під час невдалого експерименту Озборн отримав дозу газу, який був частиною експерименту по створенню суперсолдата. Норман дійсно отримав надлюдські можливості, але у газу виявився побічний ефект — він викликав безумство. Озборн надів маску, взяв ім'я Зеленого Гобліна і став злочинцем. Він кілька разів стикався з Людиною-павуком, поки одного разу не дізнався, що за маскою Павука ховається друг його сина Пітер Паркер. Тоді він викрав дівчину Пітера Гвен Стейсі. Під час битви на мосту Джорджа Вашингтона дівчина падає з мосту. Людина-Павук намагається зловити її павутинням, але через різкої зупинки дівчина гине. Пітер в люті мало не вбиває Гобліна, але вирішує зупинитися. Але Гоблін сам нападає на Павука і отримує удар своїм глайдері і, мабуть, гине. Через багато років (і приблизно 300 випусків коміксу Amazing Spider-Man) Норман повертається. Коли він вважався мертвим, його заміняв його ж син — Гаррі Озборн, який помер від сироватки. Боровся з Хобгобліном. Був Лідером команди Громовержців, і навіть директором надсекретної організації «Щ. И. Т.». Створив команду Темні Месники, де суперзлодії виступали під іменами супергероїв. У команді Темних месників Норман став Залізним патріотом, поєднавши патріотичні ідеї Капітана Америки і броню Залізної Людини. Він помістив свого воскреслого сина Гаррі Озборна в Темних Месників під ім'ям Американського Сина. Після подій кросовера «Облога» посаджений у в'язницю